# Кіттрелл (Північна Кароліна)
Кіттрелл (англ. Kittrell) — місто (англ. town) в США, в окрузі Венс штату Північна Кароліна. Населення — 132 особи (2020).

## Географія
Кіттрелл розташований за координатами 36°13′19″ пн. ш. 78°26′29″ зх. д. / 36.22194° пн. ш. 78.44139° зх. д. (36.221808, -78.441293).  За даними Бюро перепису населення США в 2010 році місто мало площу 0,54 км², уся площа — суходіл.

## Демографія
Згідно з переписом 2010 року, у місті мешкало 467 осіб у 71 домогосподарстві у складі 45 родин. Густота населення становила 861 особа/км².  Було 81 помешкання (149/км²).
Расовий склад населення:
| - 66,8 % — чорних або афроамериканців - 30,2 % — білих - 0,2 % — вихідців з тихоокеанських островів - 0,2 % — азіатів - 1,1 % — осіб інших рас |

До двох чи більше рас належало 1,5 %. Частка іспаномовних становила 1,9 % від усіх жителів.
За віковим діапазоном населення розподілялося таким чином: 19,1 % — особи молодші 18 років, 74,9 % — особи у віці 18—64 років, 6,0 % — особи у віці 65 років та старші. Медіана віку мешканця становила 20,5 року. На 100 осіб жіночої статі у місті припадало 93,0 чоловіків;  на 100 жінок у віці від 18 років та старших — 94,8 чоловіків також старших 18 років.
Середній дохід на одне домашнє господарство  становив 38 161 долар США (медіана — 27 639), а середній дохід на одну сім'ю — 47 185 доларів (медіана — 31 250). Медіана доходів становила 28 750 доларів для чоловіків та 19 167 доларів для жінок. За межею бідності перебувало 16,0 % осіб, у тому числі 21,0 % дітей у віці до 18 років та 0,0 % осіб у віці 65 років та старших.
Цивільне працевлаштоване населення становило 71 особа. Основні галузі зайнятості: роздрібна торгівля — 33,8 %, освіта, охорона здоров'я та соціальна допомога — 26,8 %, виробництво — 11,3 %, будівництво — 7,0 %.